# Diana Druțu
Diana Mihaela Druțu (n. 1 mai 1987 în Galați) este o jucătoare de handbal din România legitimată la clubul SCM Gloria Buzău. Diana Druțu evoluează pe postul de intermediar stânga.
Druțu a fost a cea mai bună marcatoare în ediția 2011-12 a Ligii Naționale, când juca la HC Oțelul Galați. Cu 182 de goluri înscrise (64 în tur și 118 în retur) ea a câștigat Trofeul Simona Arghir Sandu, care se decernează celei mai bune marcatoare din Ligă.
Din sezonul 2012-13 Diana Druțu s-a transferat la echipa Corona Brașov, iar de la sfârșitul lui ianuarie 2014, la HCM Roman.
În sezonul 2016-17, handbalista a făcut o pauză în activitatea sa sportivă după ce a rămas însărcinată. Druțu a revenit pe terenul de joc în vara anului 2017, semnând cu HC Dunărea Brăila. După două sezoane la echipa brăileană, handbalista s-a transferat la SCM Gloria Buzău.
În anul 2012, Druțu a fost convocată de antrenorul Radu Voina la echipa națională de handbal feminin a României. Ea a jucat pentru echipa națională, în total în 15 meciuri, în care a înscris 17 goluri.

## Palmares
- Cupa Cupelor:
  - Sfertfinalistă: 2009
  - Optimi: 2015
  - Turul 3: 2012, 2013

- Liga Europeană:
  - Turul 3: 2021, 2022

- Cupa EHF:
  - Optimi: 2016
  - Turul 3: 2010
  - Turul 2: 2018

- Cupa Challenge:
  - Sfertfinalistă: 2007, 2008

- Cupa României:
  -  Câștigătoare: 2021
  -  Finalistă: 2011, 2013, 2014, 2016
  -  Medalie de bronz: 2020

- Supercupa României:
  -  Câștigătoare: 2021
  -  Finalistă: 2014

## Performanțe individuale
- Câștigătoare a Trofeului Simona Arghir Sandu: 2012